# Bossestraße 9 (Quedlinburg)

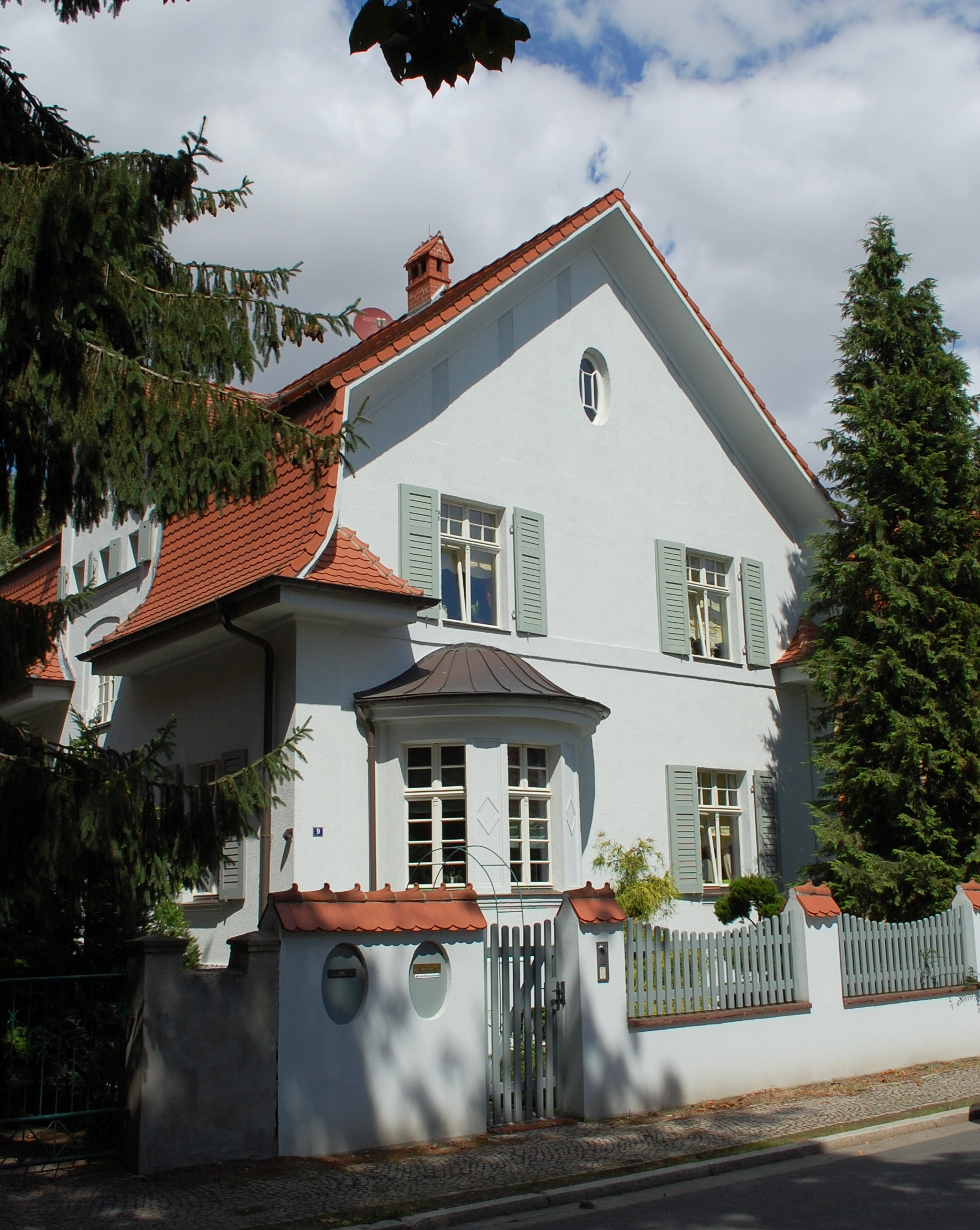
Haus Bossestraße 9

Das Haus Bossestraße 9 ist ein denkmalgeschütztes Gebäude in der Stadt Quedlinburg in Sachsen-Anhalt.
Das Gebäude befindet sich nördlich der historischen Quedlinburger Innenstadt auf der Nordseite der Bossestraße. Es ist im Quedlinburger Denkmalverzeichnis als Wohnhaus eingetragen.

## Architektur und Geschichte
Das in massiver Bauweise errichtete Gebäude entstand in der Zeit um 1910. Die Gestaltung weist historisierende Elemente auf, wobei sich auch Formen der Heimatbewegung und des Jugendstils finden.